# 佐伯人足
佐伯 人足（さえき の ひとたり）は、奈良時代の貴族。官位は従五位下・右衛士督。

## 経歴
天平3年（731年）外従五位下・右衛士督に叙任される。その後、内位の従五位下に叙せられた。

## 官歴
注記のないものは『続日本紀』による。
- 時期不詳：正六位上
- 天平3年（731年） 正月27日：外従五位下。6月13日：右衛士督
- 時期不詳：従五位下[1]

## 系譜
- 父：不詳
- 母：不詳
- 生母不明の子女
  - 男子：佐伯今毛人[1]（719-790）